# Asplenium × lessinense
Asplenium × lessinense là một loài dương xỉ trong họ Aspleniaceae. Loài này được Vida & Reichst. mô tả khoa học đầu tiên năm 1971.
Danh pháp khoa học của loài này chưa được làm sáng tỏ. 